# Carl Bovallius
Carl Bovallius o Carl Erik Alexander Bovallius (o Bowallius) (Estocolm, 31 de juliol de 1849 - Georgetown, 8 de novembre de 1907) va ser un biòleg i arqueòleg suec.

## Biografia
Va iniciar els seus estudis universitaris a la ciutat d'Uppsala el 1868 i obté el seu doctorat el 1875.
Entre 1870 i 1880, viatja per les costes sueques i noruegues, realitzant investigacions científiques.
Entre 1881 i 1883, realitza diversos estudis zoològics i etnogràfics en diferents països d'Amèrica Llatina. Carl Bovallius va explorar Amèrica Central, i especialment Nicaragua, a la recerca de llocs antics. Va estudiar jaciments arqueològics com Ometepe i Zapatera, i també va investigar l'etnografia de les tribus locals. Els resultats de la seva investigació sobre el continent americà van ser exhibits en dues obres: Nicaraguan antiquities (Antiguitats nicaragüenques, 1886) i Resa i Central-Amerika (1887)
Pel que fa a la zoologia, va publicar Notes on the family Asellidae (Notes sobre la família Asellidae, 1886), on va estudiar els crustacis de la família Asellidae, i The Oxycephalids (1890), en què va descriure les característiques de la família Oxycephalidae de l'ordre Amphipoda.
En els últims anys de la seva vida es va dedicar a activitats empresarials; el 1901 va crear una plantació de cacau a l'illa de Trinitat i el 1904 es va convertir en director d'una fàbrica de cautxú a la Guiana Britànica.

## Eponimia
Una espècie de serp, Rhinobothryum bovallii, va ser nomenada en el seu honor.

## Algunes publicacions
- Om balanidernas utveckling. [Akad. avh. Uppsala.]. Estocolm. 1875. Libris 2574950
- Mimonectes, a remarkable genus of Amphipoda Hyperiidea, 3 pls. Estocolm: Looström & K. 1885. Libris 1621660
- Amphipoda Synopidea, 3 pls. Estocolm: Looström & K. 1886. Libris 1621659
- Nicaraguan antiquities. Estocolm: Norstedt. 1886. Libris 1608930
- Notes on pterygocera arenaria. slabber. Bihang till Kongl. Svenska vetenskaps-akademiens handlingar, 99-0444511-7 ; 4 :8. Estocolm. 1878. Libris 1800323
- Vandringar i Talamanca. Estocolm. 1884. Libris 1595948
- En resa i Talamanca-indianernas land. Upsala: Lundequistska bokh. 1885. Libris 1595947
- Resa i Central-Amerika 1881-1883. Estocolm: C. E. Fritzes hofbokh. i distr. 1886-1887. Libris 1621662